# W. Lee Wilder
William Lee Wilder (1904-1982) a fost un scenarist american de origine austriacă, producător și regizor. A fost fratele regizorului Billy Wilder.

## Filmografie selectivă
- The Glass Alibi (1946)
- The Pretender (1947)
- Yankee Fakir (1947)
- The Vicious Circle (1948)  (cunoscut și sub denumirea Woman in Brown)
- Once a Thief (1950)
- Three Steps North (1951)
- Phantom from Space (1953)
- Killers from Space (1954)
- The Snow Creature (1954)
- The Big Bluff (1955)
- Fright (1956)
- Manfish (1956)  (cunoscut și sub denumirea Calypso)
- The Man Without a Body (1957)
- Spy in the Sky! (1958)
- Bluebeard's Ten Honeymoons (1960)
- Caxambu (1967)
- The Omegans (1968)